# Gamla Värendsvallen
Gamla Värendsvallen – nieistniejący już stadion sportowy w Växjö, w Szwecji. Obiekt istniał w latach 1932–2011. Pod koniec istnienia stadionu jego pojemność szacowana była na 4000 widzów. W latach 2011–2012 w miejscu Gamla Värendsvallen wybudowano nowy stadion piłkarski na ponad 12 000 widzów.
Stadion został otwarty we wrześniu 1932 roku, a jego budowa kosztowała 77 000 koron. Stadion przez lata wykorzystywany był przez wiele klubów sportowych, m.in. Östers IF, Växjö Norra IF czy Växjö BK. Początkowo obiekt posiadał bieżnię wokół boiska, która w późniejszym okresie uległa likwidacji. Pojemność areny wynosiła 10 000 osób, choć rekord frekwencji obiektu z meczu rundy kwalifikacyjnej o wejście do Allsvenskan w 1964 roku pomiędzy Östers IF i Hammarby IF wynosi około 21 000 widzów; pod koniec istnienia stadionu jego pojemność szacowano na 4000 widzów. Po stronie południowej znajdowała się niewielka, zadaszona trybuna główna. Znaczenie obiektu spadło po otwarciu w 1966 roku, w niedużej odległości, nowego stadionu Värendsvallen (stadion z 1932 roku zyskał wówczas przydomek „gamla” – „stary”). Stary stadion istniał do roku 2011, w którym dokonano jego rozbiórki w związku z rozpoczęciem budowy w tym miejscu nowego stadionu piłkarskiego na ponad 12 000 widzów. Jego inauguracja miała miejsce 1 września 2012 roku.